# Adolphe Guillet dit Tourangeau
Pour les articles homonymes, voir Guillet.
Adolphe Guillet dit Tourangeau, né le 15 janvier 1831 et mort le 8 octobre 1894 à Québec, est un homme d'affaires et un homme politique de la ville de Québec. Il est maire de cette ville de 1863 à 1866 puis brièvement au printemps 1870.

## Biographie

### Jeunesse et études
Né à Québec en 1831, il est baptisé sous le prénom de Adolphe-Elzéar. De 1841 à 1850, il étudie au Petit séminaire de Québec puis à la Québec High School. Il fait ensuite un stage de clerc chez le notaire Louis Panet (en)dont l'un des membres, Jean-Antoine, a été le premier orateur de la Chambre d'assemblée du Bas-Canada en 1792. Au début des années 1850, Tourangeau étudie le droit à l'Université Laval puis est admis au notariat le 5 novembre 1855. Il ouvre un bureau à la Basse-ville de Québec qu'il déménagera sur la rue Saint-Jean en 1878.

### Implication et début en politique
Parallèlement à sa carrière de notaire, Tourangeau occupe également d'autres fonctions. De 1862 à 1863, il est agent d'assurances pour la Compagnie provinciale du Canada, l'Aetna Fire Insurance puis la Reliance Life Company. En 1865, tenté par le monde des affaires, il fonde avec un associé la Brasserie Tourangeau, Lloyd and Company, mais la concurrence est trop forte et il doit mettre la clé dans la porte l'année suivante. Il est administrateur par intérim de la Banque de Stadacona et sera plus tard l'un des administrateurs du chemin de fer de la Rive-Nord.
Tourangeau se lance en politique en 1863. Il se présente candidat conservateur dans le district électoral de Montmorency mais y est battu par Joseph-Édouard Cauchon qui y est député depuis 1844. Il se représentera contre lui en 1864 mais sera de nouveau battu.

### Politique municipale
Il se lance simultanément en politique municipale et est élu échevin du quartier Saint Roch, poste qu'il occupe du 20 janvier au 3 juillet 1863. Le 29 juin, le maire de Québec Thomas Pope meurt en fonction et les conseillers de la ville persuadent Tourangeau de lui succéder. Il est élu par 11 votes contre 3 pour son adversaire William Jolicoeur. Les citoyens de la ville lui confirment sa victoire lors de l'élection municipale du 3 décembre 1863.
Tourangeau devient maire dans un contexte de crise économique. Il veut réduire la dette municipale et modifier le système de taxation. Son but est de répartir les charges sur tous les biens meubles et immeubles puis sur le revenu provenant du commerce, comme cela se fait à New York. Ainsi, les taxes ne seraient plus règlementer seulement en fonction de la propriété.
Tourangeau met en place un service régulier de traversier entre Québec et Lévis. Sous son gouvernement, en 1866, les premiers tramways à traction animale font leur apparition dans la capitale. En 1864, le comité de police de Québec distingue désormais clairement les policiers des pompiers. Ceux-ci voient améliorer leurs conditions de travail avec des augmentations de salaires adéquates. La protection des biens meubles est également rendue plus efficace lors des incendies.
Tourangeau veut aussi élargir les portes de la ville, ce qui lui vaut les critiques acerbes de son éternel adversaire, Joseph-Édouard Cauchon. En 1865, la porte Saint-Jean est démolie puis reconstruite de façon à pouvoir élargir la rue Saint-Jean. Le maire songe aussi à un meilleur aménagement du port afin de mieux recevoir le marché de blé de l'Ouest, alors en pleine expansion. Mais il est battu par Cauchon lors de l'élection de décembre 1865 et doit finalement se retirer.

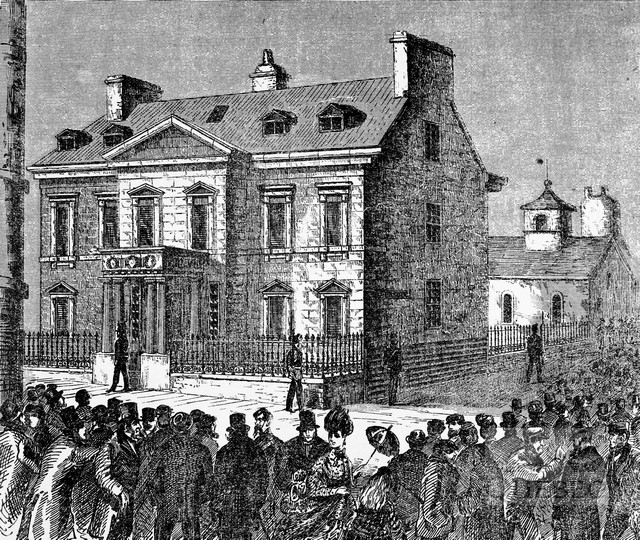
En mai 1870, Guillet dit Tourangeau s'enferme dans l'hôtel de ville de Québec, refusant de céder son poste de maire.

En décembre 1869, William Hossak est obligé de démissionner parce qu'il habite hors des limites de la ville et que le code municipal interdit à un citoyen étranger à la cité d'exercer les fonctions de maire. Adolphe Guillet dit Tourangeau se représente à la mairie et est élu. Cependant, de nouvelles élections ont aussitôt lieu, car le 24 janvier 1870, l'Assemblée législative du Québec a adopté une loi statuant que le maire sera désormais élu par son conseil municipal. Maire depuis le 10 janvier, Tourangeau se présente à la nouvelle élection du 20 avril mais est battu par Pierre Garneau, un homme d'affaires de Québec. Tourangeau décide alors de contester cette dernière élection, refuse de céder son siège de maire et s'enferme dans l'Hôtel de ville avec les conseillers municipaux qui l'ont appuyé. La police se met sous l'autorité de Garneau qui leur fait assiéger le bâtiment. Tourangeau croyait que la population se liguerait derrière lui mais il est déçu et doit se rendre après que les portes de l'édifice aient été forcées. Le siège aura duré deux jours.

### Politique fédérale
Abandonnant la politique municipale, Tourangeau retourne au fédéral et se présente candidat conservateur indépendant lors de l'élection partielle des 14 et 15 juillet 1870 dans Québec-Est. Il est soutenu par Hector Fabre et L'Événement alors que son adversaire Vincent Valin est appuyé par Joseph-Édouard Cauchon et Le Canadien. Tourangeau l'emporte finalement par 175 voix. En 1872, il est réélu par acclamation lors des élections générales. Il refuse cependant de se représenter de nouveau en 1874 à cause du scandale du Pacifique.
Tourangeau revient une dernière fois en politique en 1877 et se représente de nouveau lors d'une élection partielle dans Québec-Est. Cette fois, il est battu par le libéral Wilfrid Laurier, appuyé par Henri-Gustave Joly de Lotbinière, Honoré Mercier et Charles Langelier. Déçu, il retourne au notariat et prend sa retraite en 1883. Le gouvernement fédéral lui offre alors la fonction de maître de poste qu'il occupe jusqu'à sa mort.
Adolphe Guillet dit Tourangeau meurt à Québec le 8 octobre 1894 à l'âge de 63 ans.

## Honneurs
La rue Tourangeau à Québec a été nommée en son honneur.
Les rues Anna, Corinne et Marie-Louise, dans la ville de Québec ont été nommées en l'honneur de ses filles.